# André Franquin

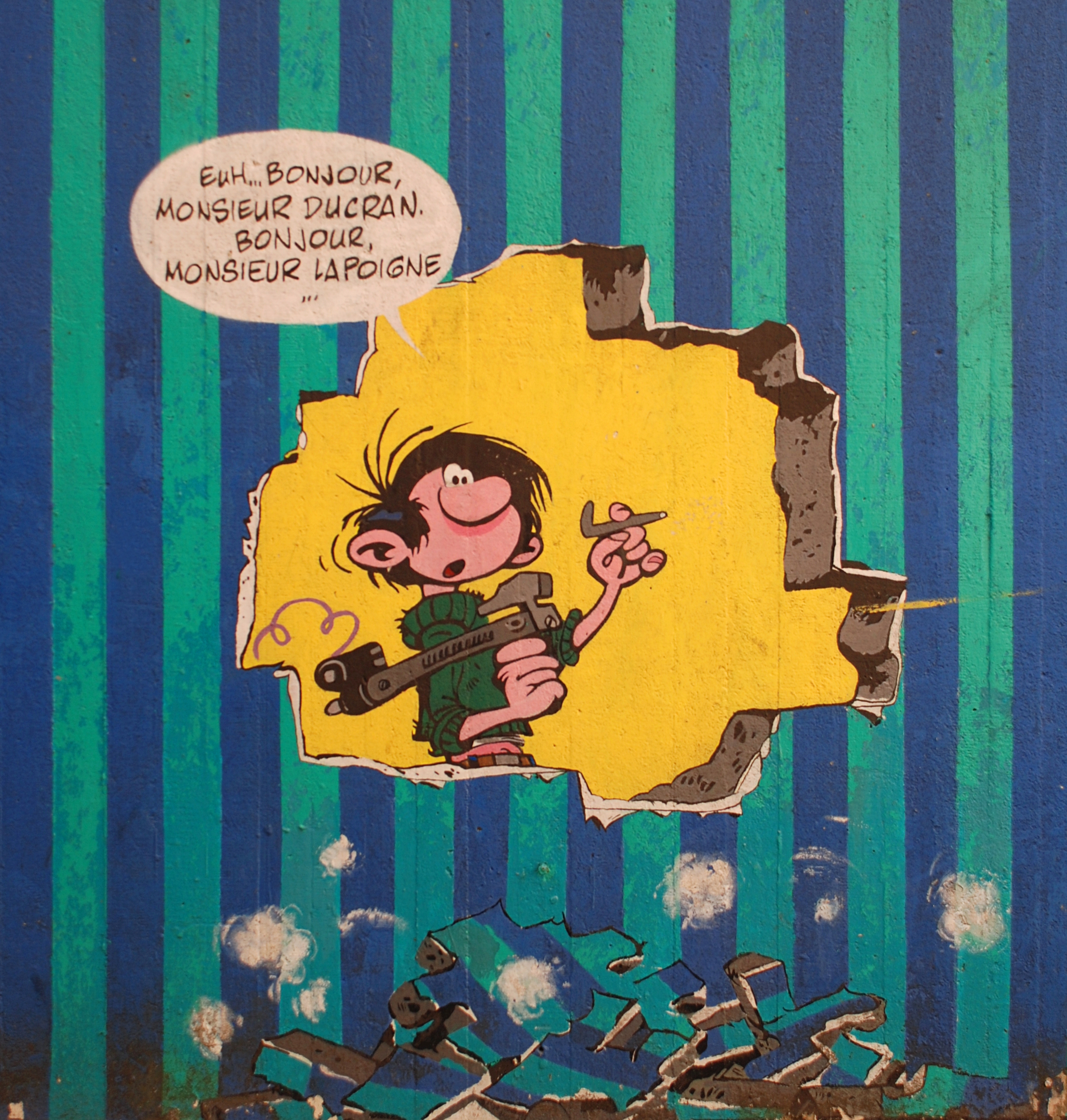
Pintura mural de Tomás el Gafe en la rue des Wallons de Lovaina-la-Nueva en Bélgica.

André Franquin (Etterbeek, Bélgica, 3 de enero de 1924 - Saint-Laurent-du-Var, Francia, 5 de enero de 1997) fue un autor belga de historietas, uno de los más importantes de todos los tiempos, iniciador y miembro de la llamada Escuela de Marcinelle, conocido por personajes como Spirou y Fantasio, el Marsupilami o Tomás el Gafe.

## Biografía
En 1943 comenzó a estudiar Bellas Artes en el Institut Saint-Luc de Bruselas, una de las escuelas más prestigiosas de Bélgica, pero los abandonó al año siguiente para incorporarse a los estudios de animación CBA, donde coincidió con otros grandes de la historieta belga, Morris, Peyo y Eddy Paape. Comenzó a colaborar en la revista Spirou en 1946, a instancias de Jijé; el éxito de "El tanque" su primera historieta de la serie "Spirou y Fantasio", decidió a Jijé a confiarle la realización de la serie, que continuaría dibujando hasta 1968.
Franquin llevó a cabo una completa renovación de Spirou y Fantasio, alejándose de las convenciones de la historieta infantil y desarrollando un estilo gráfico más próximo al cómic realista. Enriqueció la serie con nuevos personajes, como el conde de Champignac o, sobre todo, el Marsupilami, sorprendente animalito de cola prensil e inteligencia casi humana, nativo de la selva de Palombia, que apareció por primera vez en la historia "Spirou y los herederos" (1952).
A finales de los años 40, Franquin alternaba sus colaboraciones con el semanario Spirou con esporádicas apariciones en otras revistas, como Plein-Jeu y Bonnes Soirées. Entre 1948 y 1949 viajó, acompañado de Jijé y Morris, a Estados Unidos, pasando por México. El impacto causado por su viaje al país azteca puede observarse en obras como "El dictador y el champiñón", de "Spirou y Fantasio". 
En 1955, a raíz de ciertas desavenencias con la Editorial Dupuis, inició su colaboración con el eterno competidor de la revista Spirou, el semanario Tintin, para el que creó la serie costumbrista Modeste et Pompon, que mantendría hasta 1959, y en la que también intervinieron autores como René Goscinny, Greg y Tíbet. En 1957 vio la luz el que tal vez sea su personaje más emblemático, Gastón el Gafe (Gaston Lagaffe), un empleado de la Editorial Dupuis sin un cometido preciso, pero con una inagotable capacidad para provocar desastres. En un principio colaboraron con Franquin en esta serie Jidéhem (dibujo) e Yvan Delporte (guiones), pero hacia 1968 el autor asumió en solitario su realización. 
También en 1968 abandonó definitivamente, después de más de veinte años, la serie "Spirou y Fantasio", al frente de la cual fue sustituido por Jean-Claude Fournier. No obstante, Franquin retuvo los derechos sobre el personaje del Marsupilami. En 1970 escribió para el dibujante Will Maltaite los guiones de la serie Isabel (Isabelle), las aventuras de una jovencita que vive en un mundo de fantasía. Algunos años después, en 1977, creó Le Trombone Illustré, suplemento "autónomo" de la revista Spirou, en el que publicó "Ideas Negras", considerada una obra maestra del género. Se trata de una serie de historietas de una sola página caracterizadas por un amargo y salvaje humor negro, con un grafismo también marcado por las manchas negras. Al cerrarse el suplemento sólo treinta números después de su inicio, "Ideas Negras" pasó a publicarse en la revista Fluide Glacial.
En 1987 se inició una serie de álbumes sobre el Marsupilami, en la que únicamente actuó como supervisor: Greg, luego sustituido por Yann, se encargaba de los guiones, en tanto que Batem era el responsable gráfico de la nueva serie. Su última creación fue la atípica Chronique des Tifous, a partir de la cual se hizo una serie de cortometrajes de animación.
Murió el 5 de enero de 1997 de un infarto.

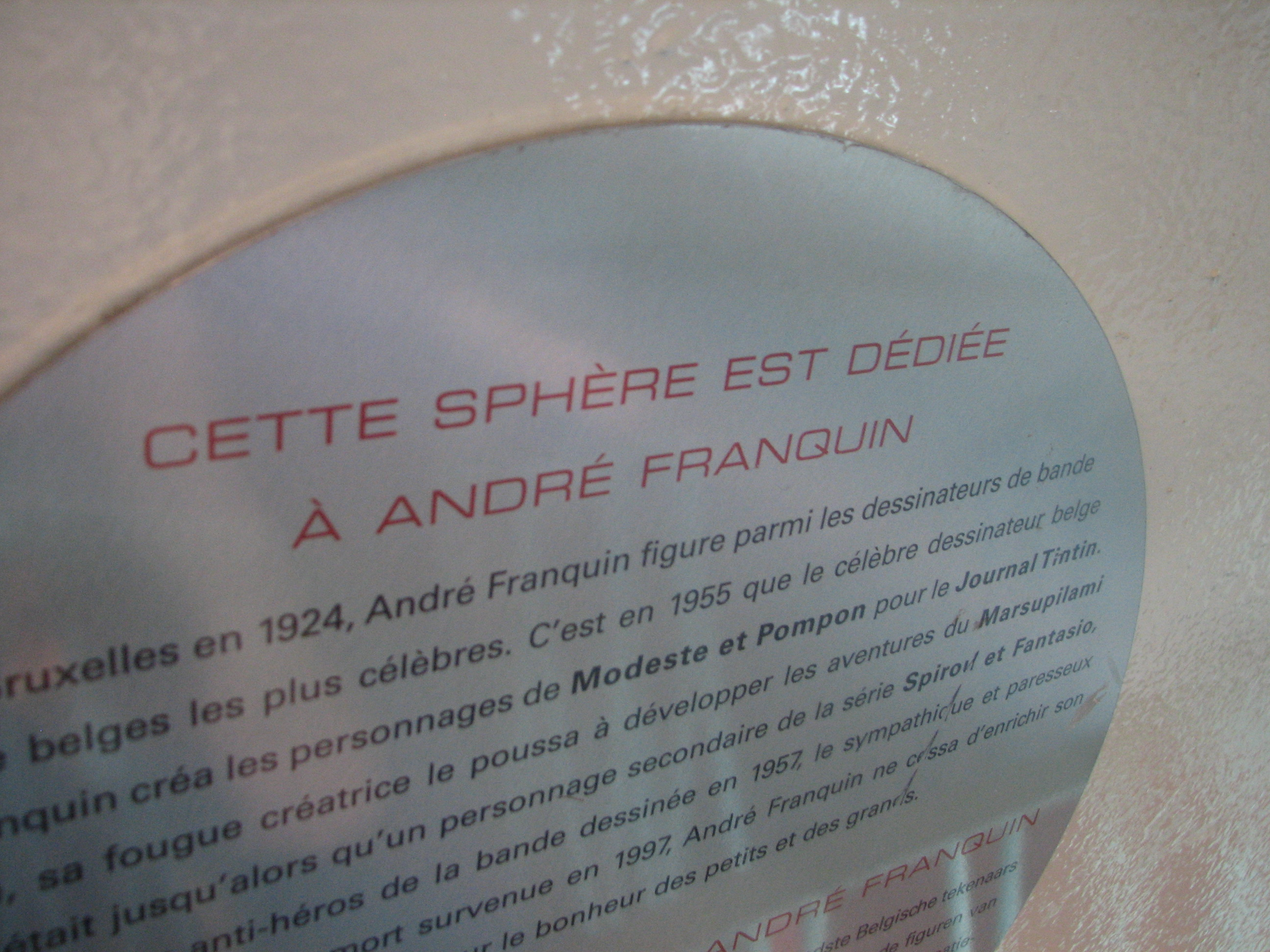
Placa dedicada a André Franquin

## Influencia
Franquin es, junto a Hergé, uno de los pilares de la historieta franco-belga. Sus estilos no pueden ser más opuestos: frente a la línea clara, los colores planos y el relativo estatismo de los dibujos del autor de Tintín, el grafismo de Franquin se basa en el abigarramiento, el claroscuro y un vigoroso sentido del movimiento. A pesar de estas diferencias, Hergé mencionó en numerosas ocasiones su admiración por Franquin: «a su lado», manifestó en una ocasión, «no soy más que un pobre dibujante».
Franquin fue un miembro destacado de la llamada "escuela de Marcinelle" (École de Marcinelle), un grupo de dibujantes formado en torno a Jijé y bautizada así en honor a la ciudad belga en que estaba ubicada la redacción de Spirou. La primera generación incluiría a otros contemporáneos como Morris y Will, a los que durante los años 50 se añadirían otros como Peyo o Tillieux, y así hasta completar cuatro generaciones de autores. Dentro de este grupo, la influencia de Franquín fue capital, marcando una impronta que dominaría en los autores que retomaron la serie de Spirou a su marcha. Entre ellos, son de destacar Jean-Claude Fournier o Nic Broca, que se esforzarían en mimetizar su estilo, y sobre todo Janry (Jean-Richard Geurts), quien en la etapa de Spirou realizada junto con el guionista Tome (Philippe Vandevelde) construiría la seguramente más exitosa revisión del estilo de Franquín en la serie. 
Otros autores francobelgas que han cultivado el “estilo Franquin” han sido Dino Attanasio o Mittéï (Jean Mariette), ambos responsables de la serie Modeste et Pompon tras la marcha de Franquin; Jidéhem (Jean De Mesmaeker), colaborador habitual de aquel en Spirou y Fantasio y Gaston Lagaffe, Batem Batem (Luc Collin), dibujante de la serie Le Marsupilami, o el clónico Pierre Seron (Les Petites Hommes). 
En el ámbito de la historieta española, es determinante la influencia de Franquin en la obra de Francisco Ibáñez a partir de los años setenta, tanto en su conocida serie "Mortadelo y Filemón" como especialmente en El Botones Sacarino, personaje híbrido de Spirou (por su uniforme de botones) y Tomás el Gafe (como él, trabaja en una editorial en la que es fuente inagotable de desastres). El prolífico Ibáñez a menudo recicló guiones e historietas de Franquin, cambiando a los personajes y escenarios por los suyos, pero también aplicando muchas de sus soluciones gráficas, e incluso reutilizando personajes, decorados y secuencias de viñetas completas. La influencia de Franquin es aún más evidente en el trabajo de Ramón María Casanyes, discípulo y colaborador de Ibáñez, especialmente en los trabajos realizados fuera de la sombra de aquel, como la breve “Tito, Homo Sapiens 2000”, de clara ascendencia francobelga.  Autor imprescindible del medio, la influencia de Franquín permanece en otros autores actuales, como Fabrice Tarrin, Yoann, o incluso fuera del ámbito exclusivo del cómic, como es el caso del caricaturista y arquitecto Klaus (klaustoon).

## Valor económico
En 2001, una plancha original de El nido de los marsupilamis (Le Nid des marsupilamis, 1960) alcanzó los 164.700 euros  en una subasta.

## Obras de Franquin en español
- Spirou y Fantasio, Editorial Grijalbo, 1984, en color.
- Tomás Elgafe, Editorial Grijalbo, 1984, en color.
- Isabel (Isabelle), Editorial Grijalbo, 1984, en color.
- Spirou y Fantasio, Planeta De Agostini, 2002. Edición integral de los álbumes de Franquin para la serie, en blanco y negro. Varios volúmenes.
- Ideas negras, Dolmen, 2004.
- Tomás el Gafe, Planeta De Agostini, 1995, en color. Reedición en 2006.

## Premios y nominaciones
- 1972 y 1981 Premio Saint-Michel.
- 1974 Gran Premio de la ciudad de Angulema.
- 1980. Ganador del premio Adamson.[6]
- 1985. Nominado al Premio Haxtur como "Mejor Historia Larga" por "QRN en Bretzeburg" en el Salón Internacional del Cómic del Principado de Asturias Gijón. España[7]
- 1996. Premio Max y Moritz